# Guiscard
Guiscard és un municipi francès, situat al departament de l'Oise i a la regió dels Alts de França. L'any 2007 tenia 1.918 habitants.

## Demografia

### Població
El 2007 la població de fet de Guiscard era de 1.918 persones. Hi havia 668 famílies de les quals 156 eren unipersonals (52 homes vivint sols i 104 dones vivint soles), 160 parelles sense fills, 292 parelles amb fills i 60 famílies monoparentals amb fills.
La població ha evolucionat segons el següent gràfic:
Habitants censats

### Habitatges
El 2007 hi havia 746 habitatges, 674 eren l'habitatge principal de la família, 18 eren segones residències i 54 estaven desocupats. 613 eren cases i 127 eren apartaments. Dels 674 habitatges principals, 391 estaven ocupats pels seus propietaris, 261 estaven llogats i ocupats pels llogaters i 22 estaven cedits a títol gratuït; 6 tenien una cambra, 43 en tenien dues, 135 en tenien tres, 188 en tenien quatre i 302 en tenien cinc o més. 527 habitatges disposaven pel capbaix d'una plaça de pàrquing. A 365 habitatges hi havia un automòbil i a 211 n'hi havia dos o més.

### Piràmide de població
La piràmide de població per edats i sexe el 2009 era:
| Homes | Edats   | Dones |
| ----- | ------- | ----- |
| 4     | 95 o +  | 0     |
| 8     | 90 a 94 | 20    |
| 16    | 85 a 89 | 16    |
| 16    | 80 a 84 | 20    |
| 16    | 75 a 79 | 28    |
| 20    | 70 a 74 | 28    |
| 32    | 65 a 69 | 28    |
| 32    | 60 a 64 | 56    |
| 60    | 55 a 59 | 32    |
| 24    | 50 a 54 | 52    |
| 48    | 45 a 49 | 48    |
| 64    | 40 a 44 | 60    |
| 44    | 35 a 39 | 60    |
| 100   | 30 a 34 | 52    |
| 80    | 25 a 29 | 60    |
| 65    | 20 a 24 | 68    |
| 80    | 15 a 19 | 40    |
| 76    | 10 a 14 | 76    |
| 60    | 5 a 9   | 72    |
| 48    | 0 a 4   | 68    |

## Economia
El 2007 la població en edat de treballar era de 1.188 persones, 839 eren actives i 349 eren inactives. De les 839 persones actives 729 estaven ocupades (425 homes i 304 dones) i 110 estaven aturades (44 homes i 66 dones). De les 349 persones inactives 85 estaven jubilades, 102 estaven estudiant i 162 estaven classificades com a «altres inactius».

### Ingressos
El 2009 a Guiscard hi havia 663 unitats fiscals que integraven 1.816,5 persones, la mediana anual d'ingressos fiscals per persona era de 15.375 €.

### Activitats econòmiques
Dels 80 establiments que hi havia el 2007, 3 eren d'empreses extractives, 1 d'una empresa alimentària, 1 d'una empresa de fabricació de material elèctric, 1 d'una empresa de fabricació d'elements pel transport, 5 d'empreses de fabricació d'altres productes industrials, 14 d'empreses de construcció, 12 d'empreses de comerç i reparació d'automòbils, 8 d'empreses de transport, 3 d'empreses d'hostatgeria i restauració, 4 d'empreses financeres, 3 d'empreses immobiliàries, 10 d'empreses de serveis, 12 d'entitats de l'administració pública i 3 d'empreses classificades com a «altres activitats de serveis».
Dels 21 establiments de servei als particulars que hi havia el 2009, 1 era una gendarmeria, 1 oficina de correu, 2 oficines bancàries, 1 taller de reparació d'automòbils i de material agrícola, 1 taller d'inspecció tècnica de vehicles, 1 autoescola, 4 fusteries, 4 lampisteries, 3 electricistes, 2 perruqueries i 1 restaurant.
Dels 6 establiments comercials que hi havia el 2009, 1 era un hipermercat, 1 una botiga de menys de 120 m², 1 una fleca, 1 una peixateria, 1 una llibreria i 1 una joieria.
L'any 2000 a Guiscard hi havia 17 explotacions agrícoles.

## Equipaments sanitaris i escolars
El 2009 hi havia 1 farmàcia i 1 ambulància.
El 2009 hi havia 1 escola elemental i 1 escola elemental integrada dins d'un grup escolar amb les comunes properes formant una escola dispersa. Guiscard disposava d'un col·legi d'educació secundària amb 338 alumnes.

## Poblacions més properes
El següent diagrama mostra les poblacions més properes.